# Шоу, Артур (футболист)
Артур Шоу (англ. Arthur Shaw; 9 апреля 1924, Лаймхаус, Большой Лондон — 2 ноября 2015, Хермоса-Бич, Калифорния) — английский футболист, играл на позиции флангового полузащитника.

## Биография

### Игровая карьера
Шоу на ранних этапах карьеры играл за «Хаунслоу», КПР и «Саутолл». Его первым клубом в Первом дивизионе стал «Брентфорд», за которой в сезоне 1946/47 он сыграл 4 матча.
В 1948 году стал игроком лондонского «Арсенала», но редко попадал в основной состав, проигрывая конкуренцию Алексу Форбсу и Джо Мерсеру. В сезоне 1952/53 он стал основным игроком «канониров» и по итогам сезона помог им завоевать чемпионский титул. Всего за семь сезонов в составе «Арсенала» Шоу сыграл 57 матчей в Первом дивизионе и 4 игры в Кубке Англии.
В 1955 году перешёл в «Уотфорд», в котором сыграл 3 игры. Завершил карьеру в «Грейвзенд и Нортфли», с которым в 1958 году выиграл Южную лигу.

### Смерть
Скончался 2 ноября 2015 года в городе Хермоса-Бич (штат Калифорния, США) в возрасте 91 года.